# Vòng loại UEFA Conference League 2025–26 (các trận đấu vòng một và vòng hai)
Trang này tóm tắt các trận đấu của vòng loại thứ nhất và thứ hai của vòng loại UEFA Conference League 2025–26.
Thời gian là CEST (UTC+2), theo danh sách của UEFA (giờ địa phương, nếu khác, sẽ được đặt trong dấu ngoặc đơn).

## Vòng loại thứ nhất

### Tóm tắt
Lượt đi diễn ra vào ngày 8 và 10 tháng 7, và lượt về diễn ra vào ngày 16 và 17 tháng 7 năm 2025.
Đội thắng trong các cặp đấu sẽ tiến vào vòng loại thứ hai.
| Đội 1                   | TTSTooltip Aggregate score | Đội 2                | Lượt đi | Lượt về      |
| ----------------------- | -------------------------- | -------------------- | ------- | ------------ |
| NSÍ                     | 4–5                        | HJK                  | 4–0     | 0–5 (s.h.p.) |
| Torpedo Kutaisi         | 5–4                        | Ordabasy             | 4–3     | 1–1          |
| Željezničar             | 2–4                        | Koper                | 1–1     | 1–3          |
| SJK                     | 1–4                        | KÍ                   | 1–2     | 0–2          |
| Nõmme Kalju             | 2–1                        | Partizani            | 1–1     | 1–0 (s.h.p.) |
| Tre Fiori               | 1–5                        | Pyunik               | 1–0     | 0–5          |
| St Patrick's Athletic   | 3–0                        | Hegelmann            | 1–0     | 2–0          |
| Dečić                   | 3–2                        | Sileks               | 2–0     | 1–2          |
| Sutjeska                | 3–2                        | Dynamo Brest         | 1–2     | 2–0          |
| Larne                   | 2–2 (4–2 p)                | Auda                 | 0–0     | 2–2 (s.h.p.) |
| Floriana                | 5–3                        | Haverfordwest County | 2–1     | 3–2          |
| Torpedo-BelAZ Zhodino   | 4–0                        | Rabotnički           | 3–0     | 1–0          |
| FCB Magpies             | 3–7                        | Paide Linnameeskond  | 2–3     | 1–4          |
| Birkirkara              | 1–3                        | Petrocub Hîncești    | 1–0     | 0–3          |
| Atlètic Club d'Escaldes | 5–2                        | F91 Dudelange        | 2–0     | 3–2          |
| Valur                   | 5–1                        | Flora                | 3–0     | 2–1          |
| Malisheva               | 0–9                        | Víkingur Reykjavík   | 0–1     | 0–8          |
| Racing Union            | 1–3                        | Dila Gori            | 1–2     | 0–1          |
| Vllaznia                | 4–3                        | Daugavpils           | 0–1     | 4–2          |
| Urartu                  | 1–6                        | Neman Grodno         | 1–2     | 0–4          |
| Vardar                  | 5–1                        | La Fiorita           | 3–0     | 2–1          |
| Kauno Žalgiris          | 4–1                        | Penybont             | 3–0     | 1–1          |
| St Joseph's             | 5–4                        | Cliftonville         | 2–2     | 3–2 (s.h.p.) |
| Borac Banja Luka        | 3–4                        | FC Santa Coloma      | 1–4     | 2–0          |

1. ↑  Thứ tự các lượt trận bị đảo ngược sau lượt bốc thăm ban đầu.

### Các trận đấu
| NSÍ                                                 | 4–0      | HJK |
| --------------------------------------------------- | -------- | --- |
| - Joensen 12' - Ness 35' - Obbekjær 76' - Olsen 83' | Chi tiết |     |

| HJK                                                            | 5−0 (s.h.p.) | NSÍ |
| -------------------------------------------------------------- | ------------ | --- |
| - Lingman 18' - Ring 53' - Hostikka 79', 93' - Antzoulas 90+4' | Chi tiết     |     |

HJK thắng với tổng tỷ số 5−4.
| Torpedo Kutaisi                         | 4–3      | Ordabasy                                   |
| --------------------------------------- | -------- | ------------------------------------------ |
| - Johnsen 30', 79' - Šimić 45+2', 90+4' | Chi tiết | - Căpățînă 32' - Imnadze 35' - Naumets 69' |

| Ordabasy         | 1–1      | Torpedo Kutaisi     |
| ---------------- | -------- | ------------------- |
| - Zhumabek 90+6' | Chi tiết | - Bidzinashvili 13' |

Torpedo Kutaisi thắng với tổng tỷ số 5−4.
| Željezničar      | 1–1      | Koper        |
| ---------------- | -------- | ------------ |
| - Boljević 90+6' | Chi tiết | - Matondo 7' |

| Koper                                             | 3–1      | Željezničar         |
| ------------------------------------------------- | -------- | ------------------- |
| - Mijailović 44' - Manseri 45+1' - Longonda 45+8' | Chi tiết | - Krpic 26' (ph.đ.) |

Koper thắng với tổng tỷ số 4–2.
| SJK          | 1–2      | KÍ                              |
| ------------ | -------- | ------------------------------- |
| - Arsalo 47' | Chi tiết | - Andreasen 39' - Tellechea 86' |

| KÍ                                   | 2–0      | SJK |
| ------------------------------------ | -------- | --- |
| - Frederiksberg 61' - Klettskarð 73' | Chi tiết |     |

KÍ thắng với tổng tỷ số 4−1.
| Nõmme Kalju     | 1–1      | Partizani   |
| --------------- | -------- | ----------- |
| - Männilaan 47' | Chi tiết | - Skuka 51' |

| Partizani | 0–1 (s.h.p.) | Nõmme Kalju   |
| --------- | ------------ | ------------- |
|           | Chi tiết     | - Ivanov 104' |

Nõmme Kalju thắng với tổng tỷ số 2–1.
| Tre Fiori      | 1–0      | Pyunik |
| -------------- | -------- | ------ |
| - Manfroni 63' | Chi tiết |        |

| Pyunik                                                                                 | 5–0      | Tre Fiori |
| -------------------------------------------------------------------------------------- | -------- | --------- |
| - Otubanjo 14' (ph.đ.), 85' - de Souza 24' - Noubissi 40' (ph.đ.) - Moretti 88' (l.n.) | Chi tiết |           |

Pyunik thắng với tổng tỷ số 5−1.
| St Patrick's Athletic | 1–0      | Hegelmann |
| --------------------- | -------- | --------- |
| - Keena 79' (ph.đ.)   | Chi tiết |           |

| Hegelmann | 0–2      | St Patrick's Athletic  |
| --------- | -------- | ---------------------- |
|           | Chi tiết | - Melia 6' - Leavy 56' |

St Patrick's Athletic thắng với tổng tỷ số 3−0.
| Dečić                       | 2–0      | Sileks |
| --------------------------- | -------- | ------ |
| - Bajović 39' - N'Diaye 70' | Chi tiết |        |

| Sileks                    | 2–1      | Dečić          |
| ------------------------- | -------- | -------------- |
| - Alic 28' - Hranovic 80' | Chi tiết | - Strikovic 3' |

Dečić thắng với tổng tỷ số 3–2.
| Sutjeska              | 1–2      | Dynamo Brest                       |
| --------------------- | -------- | ---------------------------------- |
| - Kalezić 90' (ph.đ.) | Chi tiết | - Bykov 25' - Juković 90+4' (l.n.) |

| Dynamo Brest | 0–2      | Sutjeska                   |
| ------------ | -------- | -------------------------- |
|              | Chi tiết | - Vukčević 74' - Ćavor 89' |

Sutjeska thắng với tổng tỷ số 3–2.
| Larne | 0–0      | Auda |
| ----- | -------- | ---- |
|       | Chi tiết |      |

| Auda                                   | 2–2 (s.h.p.) | Larne                                   |
| -------------------------------------- | ------------ | --------------------------------------- |
| - Traore 28' - Monteiro 53'            | Chi tiết     | - McKendry 50' - O'Neill 66'            |
| Loạt sút luân lưu                      |              |                                         |
| - Nguena - Jeudi - Varslavāns - Camara | 2–4          | - Gallagher - O'Neill - Bent - O'Connor |

Tổng tỷ số 2–2, Larne thắng 4–2 trên chấm luân lưu.
| Floriana                          | 2–1      | Haverfordwest County |
| --------------------------------- | -------- | -------------------- |
| - Gamarra 42' - Grech 59' (ph.đ.) | Chi tiết | - Ahmun 27'          |

| Haverfordwest County      | 2–3      | Floriana                                              |
| ------------------------- | -------- | ----------------------------------------------------- |
| - Walters 11' - Ahmun 17' | Chi tiết | - Lonardelli 19' - Grech 45+1' (ph.đ.) - M'Mombwa 67' |

Floriana thắng với tổng tỷ số 5−3.
| Torpedo-BelAZ Zhodino                   | 3–0      | Rabotnički |
| --------------------------------------- | -------- | ---------- |
| - Sedko 12' - Podubej 63' - Afred 90+2' | Chi tiết |            |

| Rabotnički | 0–1      | Torpedo-BelAZ Zhodino |
| ---------- | -------- | --------------------- |
|            | Chi tiết | - Alfred 14'          |

Torpedo-BelAZ Zhodino thắng với tổng tỷ số 4−0.
| FCB Magpies               | 2–3      | Paide Linnameeskond                     |
| ------------------------- | -------- | --------------------------------------- |
| - Borge 38' - Del Rio 54' | Chi tiết | - Saarma 8', 90+8' (ph.đ.) - Miller 43' |

| Paide Linnameeskond                     | 4–1      | FCB Magpies   |
| --------------------------------------- | -------- | ------------- |
| - Miller 36' - Corr 66', 71' - Cham 89' | Chi tiết | - del Rio 76' |

Paide Linnameeskond thắng với tổng tỷ số 7−3 on.
| Birkirkara       | 1–0      | Petrocub Hîncești |
| ---------------- | -------- | ----------------- |
| - Acheampong 54' | Chi tiết |                   |

| Petrocub Hîncești             | 3–0      | Birkirkara |
| ----------------------------- | -------- | ---------- |
| - Lupan 39', 56' - Rotaru 77' | Chi tiết |            |

Petrocub Hîncești thắng với tổng tỷ số 3−1.
| Atlètic Club d'Escaldes    | 2–0      | F91 Dudelange |
| -------------------------- | -------- | ------------- |
| - Gemelson 9' - Carpio 15' | Chi tiết |               |

| F91 Dudelange                 | 2–3      | Atlètic Club d'Escaldes                 |
| ----------------------------- | -------- | --------------------------------------- |
| - Agostinho 41' - Rotundo 71' | Chi tiết | - Garcia 34' - Emanoel 74' - Valero 89' |

Atlètic Club d'Escaldes thắng với tổng tỷ số 5−2.
| Valur                              | 3–0      | Flora |
| ---------------------------------- | -------- | ----- |
| - Magnússon 12', 40' - Jonsson 45' | Chi tiết |       |

| Flora          | 1–2      | Valur                            |
| -------------- | -------- | -------------------------------- |
| - Sappinen 41' | Chi tiết | - Haraldsson 29' - Jónsson 90+3' |

Valur thắng với tổng tỷ số 5–1.
| Malisheva | 0–1      | Víkingur Reykjavík |
| --------- | -------- | ------------------ |
|           | Chi tiết | - Hansen 45+1'     |

| Víkingur Reykjavík                                                                                                  | 8–0      | Malisheva |
| --- | -------- | --------- |
| - Hansen 10', 21', 36' - Ekroth 29' - Hafsteinsson 42' - Ingimundarson 68' - Jonasson 72' (ph.đ.) - Thorkelsson 82' | Chi tiết |           |

Víkingur Reykjavík thắng với tổng tỷ số 9−0.
| Racing Union | 1–2      | Dila Gori                          |
| ------------ | -------- | ---------------------------------- |
| - Stolz 52'  | Chi tiết | - Andronikashvili 60' - Edudzi 78' |

| Dila Gori     | 1–0      | Racing Union |
| ------------- | -------- | ------------ |
| - Drame 90+1' | Chi tiết |              |

Dila Gori thắng với tổng tỷ số 3−1.
| Vllaznia | 0–1      | Daugavpils     |
| -------- | -------- | -------------- |
|          | Chi tiết | - Lizunovs 85' |

| Daugavpils                  | 2–4      | Vllaznia                                         |
| --------------------------- | -------- | ------------------------------------------------ |
| - Williams 33' - Diallo 35' | Chi tiết | - Mensah 22' - Yago 45+1' - Dodaj 74' - Mala 87' |

Vllaznia thắng với tổng tỷ số 4–3.
| Urartu          | 1–2      | Neman Grodno                 |
| --------------- | -------- | ---------------------------- |
| - Kaloukian 68' | Chi tiết | - Suchkow 49' - Savitsky 54' |

| Neman Grodno                                                  | 4–0      | Urartu |
| ------------------------------------------------------------- | -------- | ------ |
| - Savitski 42' - Zubovich 58' - Pushnyakov 82' - Kravtsov 88' | Chi tiết |        |

Neman Grodno thắng với tổng tỷ số 6−1.
| Vardar                                        | 3–0      | La Fiorita |
| --------------------------------------------- | -------- | ---------- |
| - Omeragikj 47' - Drudi 65' (l.n.) - Mato 67' | Chi tiết |            |

| La Fiorita                                   | 2–2      | Vardar                             |
| -------------------------------------------- | -------- | ---------------------------------- |
| - Felipe 10' (ph.đ.) - Jankulov 90+3' (l.n.) | Chi tiết | - Mato 59' (ph.đ.) - Omeragikj 84' |

Vardar thắng với tổng tỷ số 5−2.
| Kauno Žalgiris                                      | 3–0      | Penybont |
| --------------------------------------------------- | -------- | -------- |
| - Kircough 18' (l.n.) - Sirgėdas 24' - Pavlović 46' | Chi tiết |          |

| Penybont   | 1–1      | Kauno Žalgiris  |
| ---------- | -------- | --------------- |
| - Wood 17' | Chi tiết | - Hernandez 13' |

Kauno Žalgiris thắng với tổng tỷ số 4–1.
| St Joseph's            | 2–2      | Cliftonville                     |
| ---------------------- | -------- | -------------------------------- |
| - Rey 55' (ph.đ.), 83' | Chi tiết | - Curran 39' - Addis 78' (ph.đ.) |

| Cliftonville              | 2−3 (s.h.p.) | St Joseph's                                 |
| ------------------------- | ------------ | ------------------------------------------- |
| - Glynn 31' - Gormley 65' | Chi tiết     | - Rodríguez 1' - González 68' - Jesslén 92' |

St Joseph's thắng với tổng tỷ số 5−4.
| Borac Banja Luka | 1–4      | FC Santa Coloma                                              |
| ---------------- | -------- | ------------------------------------------------------------ |
| - Kulašin 71'    | Chi tiết | - Mourelo 29' - Cisteró 34' (ph.đ.) - Virgili 40' - León 66' |

| FC Santa Coloma | 0–2      | Borac Banja Luka          |
| --------------- | -------- | ------------------------- |
|                 | Chi tiết | - Herrera 71' - Perić 88' |

Santa Coloma thắng với tổng tỷ số 4−3.

## Vòng loại thứ hai

### Tóm tắt
Lượt đi diễn ra vào ngày 22, 23 và 24 tháng 7 và lượt về diễn ra vào ngày 29 và 31 tháng 7 năm 2025.
Đội thắng sẽ tiến vào vòng loại thứ ba.
| Đội 1                   | TTSTooltip Aggregate score | Đội 2                 | Lượt đi | Lượt về      |
| ----------------------- | -------------------------- | --------------------- | ------- | ------------ |
| Nhánh Vô địch           |                            |                       |         |              |
| Víkingur                | Đặc cách                   | N/A                   | —       | —            |
| Virtus                  | Đặc cách                   | N/A                   | —       | —            |
| FCI Levadia             | 3–2                        | Iberia 1999           | 1–0     | 2–2 (s.h.p.) |
| Žalgiris                | 0–2                        | Linfield              | 0–0     | 0–2          |
| The New Saints          | 0–2                        | Differdange 03        | 0–1     | 0–1          |
| Olimpija Ljubljana      | 5–3                        | Inter Club d'Escaldes | 4–2     | 1–1          |
| Podgorica               | 1–2                        | Milsami Orhei         | 0–0     | 1–2          |
| Dinamo Minsk            | 0–3                        | Egnatia               | 0–2     | 0–1          |
| Nhánh Chính             |                            |                       |         |              |
| Dundee United           | 2–0                        | UNA Strassen          | 1–0     | 1–0          |
| Larne                   | 1–1 (5–4 p)                | Prishtina             | 0–0     | 1–1 (s.h.p.) |
| Košice                  | 3–4                        | Neman Grodno          | 2–3     | 1–1          |
| Vaduz                   | 3–1                        | Dungannon Swifts      | 0–1     | 3–0 (s.h.p.) |
| Silkeborg               | 4–3                        | KA                    | 1–1     | 3–2 (s.h.p.) |
| Rosenborg               | 7–0                        | Banga                 | 5–0     | 2–0          |
| Atlètic Club d'Escaldes | 2–3                        | Dinamo City           | 1–2     | 1–1          |
| Austria Wien            | 7–0                        | Spaeri                | 2–0     | 5–0          |
| Ballkani                | 5–3                        | Floriana              | 4–2     | 1–1          |
| Viking                  | 12–3                       | Koper                 | 7–0     | 5–3          |
| AEK Athens              | 1–0                        | Hapoel Be'er Sheva    | 1–0     | 0–0          |
| Pyunik                  | 3–4                        | Győr                  | 2–1     | 1–3          |
| Riga                    | 5–4                        | Dila Gori             | 2–1     | 3–3          |
| Raków Częstochowa       | 6–1                        | Žilina                | 3–0     | 3–1          |
| Petrocub Hîncești       | 1–6                        | Sabah                 | 0–2     | 1–4          |
| Ararat-Armenia          | 2–1                        | Universitatea Cluj    | 0–0     | 2–1 (s.h.p.) |
| Varaždin                | 2–3                        | Santa Clara           | 2–1     | 0–2          |
| Kauno Žalgiris          | 3–2                        | Valur                 | 1–1     | 2–1          |
| Paks                    | 2–1                        | Maribor               | 1–0     | 1–1          |
| Vllaznia                | 4–5                        | Víkingur Reykjavík    | 2–1     | 2–4 (s.h.p.) |
| Hammarby                | 2–1                        | Charleroi             | 0–0     | 2–1 (s.h.p.) |
| Radnički 1923           | 0–1                        | KÍ                    | 0–0     | 0–1          |
| Novi Pazar              | 2–5                        | Jagiellonia Białystok | 1–2     | 1–3          |
| Polissya Zhytomyr       | 5–3                        | FC Santa Coloma       | 1–2     | 4–1          |
| Vardar                  | 2–6                        | Lausanne-Sport        | 2–1     | 0–5          |
| HB                      | 1–2                        | Brøndby               | 1–1     | 0–1          |
| Oleksandriya            | 0–6                        | Partizan              | 0–2     | 0–4          |
| Hibernians              | 2–7                        | Spartak Trnava        | 1–2     | 1–5          |
| St Patrick's Athletic   | 3–2                        | Nõmme Kalju           | 1–0     | 2–2 (s.h.p.) |
| Paide Linnameeskond     | 0–8                        | AIK                   | 0–2     | 0–6          |
| Sarajevo                | 2–5                        | Universitatea Craiova | 2–1     | 0–4          |
| Aris Limassol           | 5–2                        | Puskás Akadémia       | 3–2     | 2–0          |
| St Joseph's             | 0–4                        | Shamrock Rovers       | 0–4     | 0–0          |
| Ilves                   | 4–8                        | AZ                    | 4–3     | 0–5          |
| Zira                    | 2–3                        | Hajduk Split          | 1–1     | 1–2 (s.h.p.) |
| Arda                    | 2–2 (4–3 p)                | HJK                   | 0–0     | 2–2 (s.h.p.) |
| Aktobe                  | 2–5                        | Sparta Praha          | 2–1     | 0–4          |
| Astana                  | 3–1                        | Zimbru Chișinău       | 1–1     | 2–0          |
| Dečić                   | 2–6                        | Rapid Wien            | 0–2     | 2–4          |
| Torpedo-BelAZ Zhodino   | 1–4                        | Maccabi Haifa         | 1–1     | 0–3          |
| Araz-Naxçıvan           | 4–3                        | Aris Thessaloniki     | 2–1     | 2–2          |
| Omonia                  | 5–0                        | Torpedo Kutaisi       | 1–0     | 4–0          |
| Cherno More             | 0–5                        | İstanbul Başakşehir   | 0–1     | 0–4          |
| Sutjeska                | 3–7                        | Beitar Jerusalem      | 1–2     | 2–5          |

1. 1 2  Thứ tự các lượt trận bị đảo ngược sau lượt bốc thăm ban đầu.

### Các trận đấu nhánh Vô địch
| FCI Levadia  | 1–0      | Iberia 1999 |
| ------------ | -------- | ----------- |
| - Agyiri 80' | Chi tiết |             |

| Iberia 1999                        | 2–2 (s.h.p.) | FCI Levadia               |
| ---------------------------------- | ------------ | ------------------------- |
| - Peetson 40' (l.n.) - Agyakwa 87' | Chi tiết     | - Torres 48' - Kirss 109' |

FCI Levadia thắng với tổng tỷ số 3–2.
| Žalgiris | 0–0      | Linfield |
| -------- | -------- | -------- |
|          | Chi tiết |          |

| Linfield                      | 2–0      | Žalgiris |
| ----------------------------- | -------- | -------- |
| - Fitzpatrick 6' - Offord 33' | Chi tiết |          |

Linfield thắng với tổng tỷ số 2–0.
| The New Saints | 0–1      | Differdange 03 |
| -------------- | -------- | -------------- |
|                | Chi tiết | - Pereiraz 37' |

| Differdange 03      | 1–0      | The New Saints |
| ------------------- | -------- | -------------- |
| - Hadji 68' (ph.đ.) | Chi tiết |                |

Differdange 03 thắng với tổng tỷ số 2–0.
| Olimpija Ljubljana                         | 4–2      | Inter Club d'Escaldes     |
| ------------------------------------------ | -------- | ------------------------- |
| - Pinto 55', 61', 65' - Muhamedbegovic 80' | Chi tiết | - Munoz 13' - Hermann 50' |

| Inter Club d'Escaldes | 1–1      | Olimpija Ljubljana |
| --------------------- | -------- | ------------------ |
| - Martín 55'          | Chi tiết | - Diogo Pinto 42'  |

Olimpija Ljubljana thắng với tổng tỷ số 5–3.
| Budućnost Podgorica | 0–0      | Milsami Orhei |
| ------------------- | -------- | ------------- |
|                     | Chi tiết |               |

| Milsami Orhei                | 2–1      | Budućnost Podgorica |
| ---------------------------- | -------- | ------------------- |
| - Jardan 65' - Gînsari 90+1' | Chi tiết | - Bojović 55'       |

Milsami Orhei thắng với tổng tỷ số 2–1.
| Dinamo Minsk | 0–2      | Egnatia                      |
| ------------ | -------- | ---------------------------- |
|              | Chi tiết | - Lushkja 28' - Bakayoko 88' |

| Egnatia       | 1–0      | Dinamo Minsk |
| ------------- | -------- | ------------ |
| - Selmani 77' | Chi tiết |              |

Egnatia thắng với tổng tỷ số 3–0.

### Các trận đấu nhánh Chính
| Dundee United  | 1–0      | UNA Strassen |
| -------------- | -------- | ------------ |
| - Sapsford 47' | Chi tiết |              |

| UNA Strassen | 0–1      | Dundee United |
| ------------ | -------- | ------------- |
|              | Chi tiết | - Iovu 64'    |

Dundee United thắng với tổng tỷ số 2–0.
| Larne | 0–0      | Prishtina |
| ----- | -------- | --------- |
|       | Chi tiết |           |

| Prishtina                                                | 1–1 (s.h.p.) | Larne                                                        |
| -------------------------------------------------------- | ------------ | ------------------------------------------------------------ |
| - Taipi 10'                                              | Chi tiết     | - Bent 56'                                                   |
| Loạt sút luân lưu                                        |              |                                                              |
| - Ahmeti - Šaletić - Ilievski - Baftiu - Salihu - Bytyqi | 4–5          | - Gallagher - O'Connor - Bent - Graham - Ferguson - Donnelly |

 Tổng tỷ số 1–1, Larne thắng 5–4 trên chấm luân lưu.
| Košice                       | 2–3      | Neman Grodno                               |
| ---------------------------- | -------- | ------------------------------------------ |
| - Miljanić 8' - Čerepkai 16' | Chi tiết | - Savitsky 55', 66' - Kravtsov 79' (ph.đ.) |

| Neman Grodno       | 1–1      | Košice        |
| ------------------ | -------- | ------------- |
| - Yevdokimov 90+1' | Chi tiết | - Domik 90+3' |

Neman Grodno thắng với tổng tỷ số 4–3.
| Vaduz | 0–1      | Dungannon Swifts |
| ----- | -------- | ---------------- |
|       | Chi tiết | McAllister 54'   |

| Dungannon Swifts | 0–3 (s.h.p.) | Vaduz                                             |
| ---------------- | ------------ | ------------------------------------------------- |
|                  | Chi tiết     | - Hammerich 79' - Eberhard 105+3' - Hasler 120+2' |

Vaduz thắng với tổng tỷ số 3–1.
| Silkeborg      | 1–1      | KA                    |
| -------------- | -------- | --------------------- |
| - McCowatt 39' | Chi tiết | - Steingrimsson 90+1' |

| KA                                            | 2–3 (s.h.p.) | Silkeborg                |
| --------------------------------------------- | ------------ | ------------------------ |
| - Steingrímsson 34' (ph.đ.) - Kjartansson 86' | Chi tiết     | - Adamsen 54', 62', 114' |

Silkeborg thắng với tổng tỷ số 4–3.
| Rosenborg                                             | 5–0      | Banga |
| ----------------------------------------------------- | -------- | ----- |
| - Islamović 21', 61', 82' - Nordli 64' - M. Ceïde 86' | Chi tiết |       |

| Banga | 0–2      | Rosenborg               |
| ----- | -------- | ----------------------- |
|       | Chi tiết | - Nordli 62' - Holm 64' |

Rosenborg thắng với tổng tỷ số 7–0.
| Atlètic Club d'Escaldes | 1–2      | Dinamo City                  |
| ----------------------- | -------- | ---------------------------- |
| - Gemelson 43'          | Chi tiết | - Zabërgja 65' - Qardaku 86' |

| Dinamo City    | 1–1      | Atlètic Club d'Escaldes |
| -------------- | -------- | ----------------------- |
| - Zabergja 18' | Chi tiết | - Berlanga 49'          |

Dinamo City thắng với tổng tỷ số 3–2.
| Austria Wien              | 2–0      | Spaeri |
| ------------------------- | -------- | ------ |
| - Fischer 8' - Fitz 90+1' | Chi tiết |        |

| Spaeri | 0–5      | Austria Wien                                                          |
| ------ | -------- | --------------------------------------------------------------------- |
|        | Chi tiết | - Plavotić 40' - Fitz 43' - Malone 45+2' (ph.đ.), 55' - Eggestein 72' |

Austria Wien thắng với tổng tỷ số 7–0.
| Ballkani                             | 4–2      | Floriana                     |
| ------------------------------------ | -------- | ---------------------------- |
| - Tolaj 13', 32' - Adetunji 27', 76' | Chi tiết | - Grech 8' (ph.đ.) - Jah 25' |

| Floriana    | 1–1      | Ballkani         |
| ----------- | -------- | ---------------- |
| - Vella 38' | Chi tiết | - Adetunji 45+1' |

Ballkani thắng với tổng tỷ số 5–3.
| Viking                                                                                         | 7–0      | Koper |
| ---------------------------------------------------------------------------------------------- | -------- | ----- |
| - Svendsen 6', 59' - Bærtelsen 57' - Tripić 68' - Mikaelsson 78' (ph.đ.), 85' - Bjørshol 90+3' | Chi tiết |       |

| Koper                                 | 3–5      | Viking                                     |
| ------------------------------------- | -------- | ------------------------------------------ |
| - Jurić 3' (ph.đ.), 45' - Manseri 56' | Chi tiết | - Svendsen 19', 52', 90' - Austbø 76', 89' |

Viking thắng với tổng tỷ số 12–3.
| AEK Athens   | 1–0      | Hapoel Be'er Sheva |
| ------------ | -------- | ------------------ |
| - Relvas 50' | Chi tiết |                    |

| Hapoel Be'er Sheva | 0–0      | AEK Athens |
| ------------------ | -------- | ---------- |
|                    | Chi tiết |            |

AEK Athens thắng với tổng tỷ số 1–0.
| Pyunik                               | 2–1      | Győr                   |
| ------------------------------------ | -------- | ---------------------- |
| - Noubissi 22' (ph.đ.) - Kulikov 66' | Chi tiết | - Miljković 78' (l.n.) |

| Győr                               | 3–1      | Pyunik          |
| ---------------------------------- | -------- | --------------- |
| - Benbouali 16', 69' - Štefulj 90' | Chi tiết | - Gonçalves 84' |

Győr thắng với tổng tỷ số 4–3.
| Riga                           | 2–1      | Dila Gori         |
| ------------------------------ | -------- | ----------------- |
| - Ramires 45+6' - Siqueira 66' | Chi tiết | - Ngom 86' (l.n.) |

| Dila Gori                                    | 3–3      | Riga                                                     |
| -------------------------------------------- | -------- | -------------------------------------------------------- |
| - João Araújo 15' - Bassinga 51' - Anoff 81' | Chi tiết | - Ramires 45+7' (ph.đ.) - Musah 64' - Černomordijs 90+6' |

Riga thắng với tổng tỷ số 5–4.
| Raków Częstochowa                                   | 3–0      | Žilina |
| --------------------------------------------------- | -------- | ------ |
| - Repka 48' - Brunes 58' (ph.đ.) - Diaby-Fadiga 73' | Chi tiết |        |

| Žilina      | 1–3      | Raków Częstochowa                            |
| ----------- | -------- | -------------------------------------------- |
| - Ďuriš 13' | Chi tiết | - Makuch 37' - Brunes 52' - Diaby-Fadiga 72' |

Raków Częstochowa thắng với tổng tỷ số 6–1.
| Petrocub Hîncești | 0–2      | Sabah                       |
| ----------------- | -------- | --------------------------- |
|                   | Chi tiết | - Šafranko 82' - Parris 90' |

| Sabah                                  | 4–1      | Petrocub Hîncești   |
| -------------------------------------- | -------- | ------------------- |
| - Mickels 22', 28', 44' - Šafranko 45' | Chi tiết | - Solvet 41' (l.n.) |

Sabah thắng với tổng tỷ số 6–1.
| Ararat-Armenia | 0–0      | Universitatea Cluj |
| -------------- | -------- | ------------------ |
|                | Chi tiết |                    |

| Universitatea Cluj | 1–2 (s.h.p.) | Ararat-Armenia                   |
| ------------------ | ------------ | -------------------------------- |
| - Lukić 13'        | Chi tiết     | - Hovhannisyan 53' - Ayongo 117' |

Ararat-Armenia thắng với tổng tỷ số 2–1.
| Varaždin                        | 2–1      | Santa Clara |
| ------------------------------- | -------- | ----------- |
| - Mamut 10' (ph.đ.) - Dabro 85' | Chi tiết | Adriano 55' |

| Santa Clara            | 2–0      | Varaždin |
| ---------------------- | -------- | -------- |
| - Lopes 5' - Silva 68' | Chi tiết |          |

Santa Clara thắng với tổng tỷ số 3–2.
| Kauno Žalgiris | 1–1      | Valur            |
| -------------- | -------- | ---------------- |
| - Jansonas 58' | Chi tiết | - Haraldsson 88' |

| Valur            | 1–2      | Kauno Žalgiris                |
| ---------------- | -------- | ----------------------------- |
| - Ómarsson 45+4' | Chi tiết | - Chogadze 38' - Benchaib 51' |

Kauno Žalgiris thắng với tổng tỷ số 3–2.
| Paks            | 1–0      | Maribor |
| --------------- | -------- | ------- |
| - Windecker 52' | Chi tiết |         |

| Maribor         | 1–1      | Paks       |
| --------------- | -------- | ---------- |
| - Tshipamba 34' | Chi tiết | - Papp 57' |

Paks thắng với tổng tỷ số 2–1.
| Vllaznia                 | 2–1      | Víkingur Reykjavík |
| ------------------------ | -------- | ------------------ |
| - Bajrami 67' - Mala 75' | Chi tiết | - Gunnarsson 10'   |

| Víkingur Reykjavík                                    | 4–2 (s.h.p.) | Vllaznia                         |
| ----------------------------------------------------- | ------------ | -------------------------------- |
| - Hafsteinsson 10' - Hansen 55', 86' - Þorkelsson 94' | Chi tiết     | - Balaj 26' (ph.đ.), 85' (ph.đ.) |

Víkingur Reykjavík thắng với tổng tỷ số 5–4.
| Hammarby IF | 0–0      | Charleroi |
| ----------- | -------- | --------- |
|             | Chi tiết |           |

| Charleroi    | 1–2 (s.h.p.) | Hammarby IF                 |
| ------------ | ------------ | --------------------------- |
| - Štulić 47' | Chi tiết     | - Erabi 21' - Eriksson 120' |

Hammarby IF thắng với tổng tỷ số 2–1.
| Radnički 1923 | 0–0      | KÍ |
| ------------- | -------- | -- |
|               | Chi tiết |    |

| KÍ               | 1–0      | Radnički 1923 |
| ---------------- | -------- | ------------- |
| - Klettskarð 39' | Chi tiết |               |

KÍ thắng với tổng tỷ số 1–0.
| Novi Pazar | 1–2      | Jagiellonia Białystok      |
| ---------- | -------- | -------------------------- |
| Opara 19'  | Chi tiết | - Rallis 9' - Pululu 90+5' |

| Jagiellonia Białystok                       | 3–1      | Novi Pazar      |
| ------------------------------------------- | -------- | --------------- |
| - Pululu 50', 73' (ph.đ.) - Romanczuk 90+4' | Chi tiết | - Abdullahi 85' |

Jagiellonia Białystok thắng với tổng tỷ số 5–2.
| Polissya Zhytomyr | 1–2      | FC Santa Coloma             |
| ----------------- | -------- | --------------------------- |
| - Hutsuliak 21'   | Chi tiết | - Remolins 27' - Crespo 44' |

| Santa Coloma  | 1–4      | Polissya Zhytomyr                                                   |
| ------------- | -------- | ------------------------------------------------------------------- |
| - Mourelo 50' | Chi tiết | - Mykhaylichenko 4' - Filippov 48' - Andrievsky 60' - Haiduchyk 77' |

Polissya Zhytomyr thắng với tổng tỷ số 5–3.
| Vardar                       | 2–1      | Lausanne-Sport |
| ---------------------------- | -------- | -------------- |
| - Mato 45+2' - Omeragikj 78' | Chi tiết | - Diakité 58'  |

| Lausanne-Sport                                             | 5–0      | Vardar |
| ---------------------------------------------------------- | -------- | ------ |
| - Dussenne 58' - Sène 33', 45+2' - Ajdini 55' - Traoré 84' | Chi tiết |        |

Lausanne-Sport thắng với tổng tỷ số 6–2.
| HB            | 1–1      | Brøndby         |
| ------------- | -------- | --------------- |
| - Thomsen 89' | Chi tiết | - Bundgaard 62' |

| Brøndby      | 1–0      | HB |
| ------------ | -------- | -- |
| - Fukuda 31' | Chi tiết |    |

Brøndby thắng với tổng tỷ số 2–1.
| Oleksandriya | 0–2      | Partizan                   |
| ------------ | -------- | -------------------------- |
|              | Chi tiết | - Kostić 14' - Ugrešić 56' |

| Partizan                                | 4–0      | Oleksandriya |
| --------------------------------------- | -------- | ------------ |
| - Milošević 13', 23', 45' - Vukotić 63' | Chi tiết |              |

Partizan thắng với tổng tỷ số 6–0.
| Hibernians       | 1–2      | Spartak Trnava                      |
| ---------------- | -------- | ----------------------------------- |
| - Charleston 79' | Chi tiết | - Holík 27' - Procházka 84' (ph.đ.) |

| Spartak Trnava                                                      | 5–1      | Hibernians    |
| ------------------------------------------------------------------- | -------- | ------------- |
| - Holík 4' - Škrbo 13' - Tomič 47' - Pedrão 54' (l.n.) - Azango 57' | Chi tiết | - Miullen 37' |

Spartak Trnava thắng với tổng tỷ số 7–2.
| St Patrick's Athletic | 1–0      | Nõmme Kalju |
| --------------------- | -------- | ----------- |
| - Forrester 90'       | Chi tiết |             |

| Nõmme Kalju                       | 2–2 (s.h.p.) | St Patrick's Athletic          |
| --------------------------------- | ------------ | ------------------------------ |
| - Patrikejevs 43' - Männilaan 49' | Chi tiết     | - Redmond 90+1' - Mulraney 93' |

St Patrick's Athletic thắng với tổng tỷ số 3–2.
| Paide Linnameeskond | 0–2      | AIK                        |
| ------------------- | -------- | -------------------------- |
|                     | Chi tiết | - Celina 7' - Csongvai 68' |

| AIK                                                                                  | 6–0      | Paide Linnameeskond |
| ------------------------------------------------------------------------------------ | -------- | ------------------- |
| - Baranov 16' (l.n.) - Miller 24' (l.n.) - Hove 45', 54' - Salétros 50' (ph.đ.), 76' | Chi tiết |                     |

AIK thắng với tổng tỷ số 8–0.
| Sarajevo                         | 2–1      | Universitatea Craiova |
| -------------------------------- | -------- | --------------------- |
| - Kyeremeh 10' - Guliashvili 20' | Chi tiết | Romanchuk 69'         |

| Universitatea Craiova                     | 4–0      | Sarajevo |
| ----------------------------------------- | -------- | -------- |
| - Al Hamlawi 51', 79', 83' - Cicâldău 68' | Chi tiết |          |

Universitatea Craiova thắng với tổng tỷ số 5–2.
| Aris Limassol                                     | 3–2      | Puskás Akadémia   |
| ------------------------------------------------- | -------- | ----------------- |
| - Montnor 6' - Kvilitaia 16' (ph.đ.) - Semedo 87' | Chi tiết | - Colley 78', 81' |

| Puskás Akadémia | 0–2      | Aris Limassol                   |
| --------------- | -------- | ------------------------------- |
|                 | Chi tiết | - Kvilitaia 77' - Kakoullis 78' |

Aris Limassol thắng với tổng tỷ số 5–2.
| St Joseph's | 0–4      | Shamrock Rovers                                         |
| ----------- | -------- | ------------------------------------------------------- |
|             | Chi tiết | - Gaffney 13' - Mandroiu 67' - McGovern 73' - Byrne 75' |

| Shamrock Rovers | 0–0      | St Joseph's |
| --------------- | -------- | ----------- |
|                 | Chi tiết |             |

Shamrock Rovers thắng với tổng tỷ số 4–0.
| Ilves                                            | 4–3      | AZ                                           |
| ------------------------------------------------ | -------- | -------------------------------------------- |
| - Riski 8', 45+2' - Akinyemi 68' - Söderbäck 71' | Chi tiết | - Parrott 16' - Mijnans 61' - Meerdink 90+1' |

| AZ                                                      | 5–0      | Ilves |
| ------------------------------------------------------- | -------- | ----- |
| - Parrott 22', 26' - Poku 36' - Kasius 42' - De Wit 74' | Chi tiết |       |

AZ thắng với tổng tỷ số 8–4.
| Zira         | 1–1      | Hajduk Split |
| ------------ | -------- | ------------ |
| - Konate 31' | Chi tiết | - Kalik 68'  |

| Hajduk Split                    | 2–1 (s.h.p.) | Zira              |
| ------------------------------- | ------------ | ----------------- |
| - Krovinović 19' - Benrahou 95' | Chi tiết     | - Djibrilla 90+3' |

Hajduk Split thắng với tổng tỷ số 3–2.
| Arda | 0–0      | HJK |
| ---- | -------- | --- |
|      | Chi tiết |     |

| HJK                                            | 2–2 (s.h.p.) | Arda                                              |
| ---------------------------------------------- | ------------ | ------------------------------------------------- |
| - Meriluoto 38' - Pukki 69'                    | Chi tiết     | - Idowu 25' - Karagaren 86'                       |
| Loạt sút luân lưu                              |              |                                                   |
| - Pukki - Michel - Hostikka - Ring - Antzoulas | 3–4          | - Vutov - Velkovski - Kotev - Idowu - Shinyashiki |

 Tổng tỷ số 2–2, Arda thắng 4–3 trên chấm luân lưu.
| Aktobe                      | 2–1      | Sparta Praha            |
| --------------------------- | -------- | ----------------------- |
| - Sosah 29' - Omirtayev 83' | Chi tiết | Birmančević 90' (ph.đ.) |

| Sparta Praha                                                | 4–0      | Aktobe |
| ----------------------------------------------------------- | -------- | ------ |
| - Birmančević 57' - Ryneš 60' - Kuchta 64' - Rrahmani 90+4' | Chi tiết |        |

Sparta Praha thắng với tổng tỷ số 5–2.
| Astana      | 1–1      | Zimbru Chișinău |
| ----------- | -------- | --------------- |
| - Bašić 56' | Chi tiết | - Dahan 45+1'   |

| Zimbru Chișinău | 0–2      | Astana                     |
| --------------- | -------- | -------------------------- |
|                 | Chi tiết | - Chinedu 18' - Camara 21' |

Astana thắng với tổng tỷ số 3–1.
| Dečić | 0–2      | Rapid Wien                     |
| ----- | -------- | ------------------------------ |
|       | Chi tiết | - Horn 17' - Seidl 40' (ph.đ.) |

| Rapid Wien                                               | 4–2      | Dečić                           |
| -------------------------------------------------------- | -------- | ------------------------------- |
| - Dahl 17' - Radulović 27' - Weixelbraun 69' - Mbuyi 71' | Chi tiết | - Striković 60' - Sekulović 82' |

Rapid Wien thắng với tổng tỷ số 6–2.
| Torpedo-BelAZ Zhodino | 1–1      | Maccabi Haifa |
| --------------------- | -------- | ------------- |
| - Premudrov 48'       | Chi tiết | - Seck 45+1'  |

| Maccabi Haifa                         | 3–0      | Torpedo-BelAZ Zhodino |
| ------------------------------------- | -------- | --------------------- |
| - Saba 14' - Haziza 22' - Stewart 78' | Chi tiết |                       |

Maccabi Haifa thắng với tổng tỷ số 4–1.
| Araz-Naxçıvan              | 2–1      | Aris Thessaloniki |
| -------------------------- | -------- | ----------------- |
| - Santos 75' - Andrade 78' | Chi tiết | - Morón 66'       |

| Aris Thessaloniki           | 2–2      | Araz-Naxçıvan                   |
| --------------------------- | -------- | ------------------------------- |
| - Leismann 62' - Monchu 90' | Chi tiết | - Boli 11' - Santos 38' (ph.đ.) |

Araz-Naxçıvan thắng với tổng tỷ số 4–3.
| Omonia        | 1–0      | Torpedo Kutaisi |
| ------------- | -------- | --------------- |
| - Jovetić 20' | Chi tiết |                 |

| Torpedo Kutaisi | 0–4      | Omonia                               |
| --------------- | -------- | ------------------------------------ |
|                 | Chi tiết | - Jovetić 30', 63' - Semedo 47', 78' |

Omonia thắng với tổng tỷ số 5–0.
| Cherno More | 0–1      | İstanbul Başakşehir |
| ----------- | -------- | ------------------- |
|             | Chi tiết | - Şahiner 52'       |

| İstanbul Başakşehir                                 | 4–0      | Cherno More |
| --------------------------------------------------- | -------- | ----------- |
| - Brnić 17' - Crespo 31' - Da Costa 36' - Opéri 80' | Chi tiết |             |

İstanbul Başakşehir thắng với tổng tỷ số 5–0.
| Sutjeska       | 1–2      | Beitar Jerusalem        |
| -------------- | -------- | ----------------------- |
| - Tošković 28' | Chi tiết | - Shua 34' - Atzili 87' |

| Beitar Jerusalem                                               | 5–2      | Sutjeska                               |
| -------------------------------------------------------------- | -------- | -------------------------------------- |
| - Atzili 42' - Shua 45+5' - Morozov 51' - Kalu 83' - Muzie 88' | Chi tiết | - Tošković 11' (ph.đ.) - Kopitović 28' |

Beitar Jerusalem thắng với tổng tỷ số 7–3.